# Union démocratique nationale (Italie)

Logo de l'Union démocratique nationale.

L'Union démocratique nationale (Unione Democratica Nazionale, UDN) est une ancienne coalition politique italienne de sensibilité libérale et modérée, fondée en 1946 autour du:
- Parti libéral italien ;
- Parti démocratique du travail ;
- petites formations de centre (Union nationale pour la reconstruction, Alliance démocratique de la liberté, Mouvement national unitaire et antiséparatiste).

Lancée dans le cadre des élections à l'Assemblée constituante de la République italienne, l'UDN obtient 6,8 % des voix, arrivant en quatrième position et faisant élire 41 députés parmi lesquels Vittorio Emanuele Orlando, Francesco Saverio Nitti, Luigi Einaudi, Benedetto Croce, Enrico De Nicola, Gaetano Martino, Ivanoe Bonomi.